# Land- und Stadtgericht Schönlanke
Das Land- und Stadtgericht Schönlanke war von 1834 bis 1849 ein preußisches Land- und Stadtgericht mit Sitz in Schönlanke.

## Geschichte
Nach dem Ende der Franzosenzeit wurde die der französische Gerichtsorganisation entsprechende Gerichtsorganisation im Herzogtum Warschau 1815 zunächst von Preußen übernommen. Das Friedensgericht Schönlanke wurde fortgeführt und dem Landgericht Schneidemühl zugeordnet. 1834 wurde die Gerichtsorganisation geändert und einheitlich Land- und Stadtgerichte gebildet. In dem Sprengel des neu geschaffenen Oberlandesgerichtes Bromberg bestanden 9 dieser Gerichte, darunter das Land- und Stadtgericht Schönlanke.
Das Land- und Stadtgericht Schönlanke war für den Kreis Czarnikau zuständig. Dazu gehörten die Städte Schönlanke mit 3728 Einwohnern (1838), Czarnikau mit 3124 Einwohnern und Radolin mit 645 Einwohnern sowie 103 Dorfschaften mit 22.376 Einwohnern. Daneben gab es eine Gerichtskommission in Filehne mit 18.844 Gerichtseingesessenen. Zusammen gab es damit 48.717 Gerichtseingesessene. Gerichtstage wurden in Czarnikau gehalten.
Am Gericht waren ein Direktor, acht Richter (drei davon bei der Gerichtskommission), elf (drei in Filehne) Subalterne und sieben (zwei in Filehne) Unterbeamte beschäftigt. Es war damit ein Land- und Stadtgericht 1. Klasse. Diese wirkten bei wesentlichen Fällen als Kollegialorgan.
1849 wurden die Land- und Stadtgerichte aufgelöst und durch Kreisgerichte ersetzt. Damit entstand das Kreisgericht Schönlanke im Sprengel des Appellationsgerichts Bromberg.